# Prix Undina
Prix Undina är ett travlopp för 2-åriga varmblodiga ston som körs på Vincennesbanan utanför Paris i Frankrike varje år. Det är ett Grupp 3-lopp, det vill säga ett lopp av tredje högsta internationella klass. Loppet körs över distansen 2175 meter med voltstart. Den samlade prissumman i loppet är 51 000 euro, varav 22 950 euro till vinnaren, vilket gör loppet till ett av de största tvååringsloppen i Frankrike för ston. Samma dag körs även loppet Prix Phaedra för 2-åriga hingstar.

## Vinnare
| År   | Häst               | Efter             | Kusk                | Tränare             | Tid    |
| ---- | ------------------ | ----------------- | ------------------- | ------------------- | ------ |
| 2024 | Melody Cool        | Ready Cash        | David Thomain       | Philippe Allaire    | 1'16"7 |
| 2023 | Listentothemusic   | Brillantissime    | Alexandre Abrivard  | Philippe Allaire    | 1'14"0 |
| 2022 | Kana de Beylev     | Express Jet       | Éric Raffin         | Tomas Malmqvist     | 1'13"7 |
| 2021 | Justine Vive       | Charly du Noyer   | Franck Nivard       | Philippe Allaire    | 1'16"0 |
| 2020 | It's Now or Never  | Charly du Noyer   | Yoann Lebourgeois   | Philippe Allaire    | 1'15"3 |
| 2019 | Halowie Renarider  | Uniclove          | Alexis Prat         | Fréderic Prat       | 1'15"4 |
| 2018 | Girls Talk         | Brillantissime    | Éric Raffin         | Philippe Allaire    | 1'16"9 |
| 2017 | Fly With Us        | Ready Cash        | Éric Raffin         | Philippe Allaire    | 1'16"6 |
| 2016 | Ecume de Reville   | Hand du Vivier    | Éric Raffin         | Fréderic Prat       | 1'17"6 |
| 2015 | Dawana             | Ready Cash        | Pierre Vercruysse   | Philippe Allaire    | 1'18"7 |
| 2014 | Campo Rossa        | Coktail Jet       | Franck Ouvrie       | Fréderic Prat       | 1'16"6 |
| 2013 | Be My Girl         | Love You          | Joseph Verbeeck     | Philippe Allaire    | 1'16"3 |
| 2012 | Axelle Dark        | Ready Cash        | Joseph Verbeeck     | Philippe Allaire    | 1'16"0 |
| 2011 | Via Josselyn       | Kiwi              | Matthieu Abrivard   | Hedi Le Bec         | 1'16"8 |
| 2010 | Une Lady de Nappes | Love You          | Louis Baudron       | Louis Baudron       | 1'19"1 |
| 2009 | Texas Style        | Goetmals Wood     | Louis Baudron       | Louis Baudron       | 1'16"0 |
| 2008 | Sanawa             | Jeanbat du Vivier | Bernard Piton       | Philippe Allaire    | 1'18"1 |
| 2007 | Return Money       | Corot             | Thierry Duvaldestin | Thierry Duvaldestin | 1'17"6 |
| 2006 | Qualita Bourbon    | Love You          | Jean-Pierre Dubois  | Jean-Pierre Dubois  | 1'18"0 |
| 2005 | Pearl Queen        | Carpe Diem        | Thierry Duvaldestin | Thierry Duvaldestin | 1'17"9 |
| 2004 | Otika Vita         | Gai d'Hautmoniere | Jean-Michel Bazire  | Jean-Michel Bazire  | 1'18"2 |
| 2003 | No More Time       | Capitole          | Jean-Pierre Dubois  | Jean-Pierre Dubois  | 1'18"7 |
| 2002 | Marion du Fanil    | Coktail Jet       | Bernard Hue         | Marion Hue          | 1'16"6 |